# Barbarian II
Barbarian II je fantasy akční adventura vyvinutá a vydaná v roce 1991 britskou společností Psygnosis pro platformy Amiga a Atari ST. Navazuje na hru Barbarian z roku 1987.

## Hratelnost
Hra se ovládá klávesnicí, myší nebo joystickem. Hegor procestuje šest různých prostředí: začíná v lese, odkud projde do jeskyně, kde musí najít klíče  od dveří. Poté může ve městě sebrat hák a luk a navštívit obchody se zbraněmi a hospody s výzbrojí a jídlem. Hákem se dostane k vyvýšeným dveřím do hradu, dále projde žalářem a vstoupí do chrámu, kde se utká s Necronem.
Cestou nachází všelijaké zbraně jako nože, meče, luky, kuše, kopí, sekery apod. Může chodit doleva a doprava, šplhat po žebřících nahoru a dolů, skákat, bránit se, sbírat a používat předměty, otevírat dveře atd. Na rozdíl od předchozího dílu obrazovky scrollují a také se dají ukládat pozice.

## Příběh
Hráč opět ovládá postavu barbara Hegora, jehož příběh pokračuje. V předchozím dílu sice zničil zlého čaroděje Necrona, ale ten byl vzkříšen svými přívrženci. Hegor s ním a jeho stoupenci musí skoncovat jednou provždy. Na své pouti čelí různým nepřátelům, od všelijakých bestií přes vlkodlaky, draky, kostlivce, silné rytíře až po kouzelníky. Musí se vyhýbat i rozličným pastím.